# Indiaroba (ort)
Indiaroba är en ort i Brasilien.   Den ligger i kommunen Indiaroba och delstaten Sergipe, i den östra delen av landet, 1 200 km öster om huvudstaden Brasília. Indiaroba ligger 7 meter över havet och antalet invånare är 4 989.
Terrängen runt Indiaroba är platt. Runt Indiaroba är det glesbefolkat, med 9 invånare per kvadratkilometer.. Det finns inga andra samhällen i närheten.
Trakten runt Indiaroba består huvudsakligen av våtmarker.